# 吉祥三宝
《吉祥三宝》是中国国际广播电台蒙语节目主持人布仁巴雅尔创作的一首蒙古语歌曲。收录在《天边》专辑中。“吉祥三宝”是一个蒙古族图腾——一匹马上驮着的三件宝物，代表吉祥如意。据布仁巴雅尔所述，这首歌是他在1994年为庆祝女儿诺尔曼3岁生日所创作。在1998年出版的布仁巴雅尔专辑中收录此曲。2006年中国中央电视台春节联欢晚会中，布仁巴雅尔和妻子乌日娜、侄女英格瑪共同演唱了这首歌，并以汉语，蒙语双语进行演唱，获得巨大成功，从而引起广泛关注。

## 歌曲結構
歌曲的開首由一段代表父親的男聲蒙語Rap開始。之後首先是女兒向父親發問，然後是女兒向母親發問，再接着是父母二人同時向女兒發問。之後先有一段伴奏分隔，然後三人又從頭再唱一次。到最後以男聲的一段哼唱結束。

## 影響
由於歌詞的內容非常簡單純潔，而女孩子的聲音亦可愛嘹亮，所以歌曲迅即在網上大受歡迎，並流傳至中國大陸以外的地區。隨後，不少以《吉祥三寶》為題材的相關產品更適時推出。最熱鬧之時（2005年農曆新年），在香港的地鐵車廂亦隨時可聽得到《吉祥三寶》的手機鈴聲。组合中的小姑娘英格玛之后还代言了喜之郎出品的“美好时光海苔”，并在广告片中演唱修改为广告词的《吉祥三宝》，进一步提升了该歌曲及该代言产品的知名度。
2006年1月23日，乘著《吉祥三寶》的人氣，布仁巴雅爾、烏日娜和英格瑪應香港電台邀請，到香港紅磡香港體育館出席第二十八屆十大中文金曲頒獎音樂會，並現場演唱《吉祥三寶》。
2006年11月9日，布仁巴雅爾、烏日娜和英格瑪曾赴日本橫濱出席「2007日本中華年」音樂會，並現場演唱《吉祥三寶》。

## 争议
自《吉祥三宝》在2006年春节联欢晚会演出以来即受到抄袭法国电影《蝴蝶》的质疑，但被法国导演否认。

## 外部連結
- 《吉祥三宝》涉嫌抄袭的专题页面（页面存档备份，存于），新浪音乐